# Brassia rolandoi
Brassia rolandoi är en orkidéart som först beskrevs av David Edward Bennett och Eric Alston Christenson, och fick sitt nu gällande namn av Karlheinz Senghas. Brassia rolandoi ingår i släktet Brassia och familjen orkidéer. Inga underarter finns listade i Catalogue of Life.